# Pristoceuthophilus polluticornis
Pristoceuthophilus polluticornis är en insektsart som först beskrevs av Scudder, S.H. 1899.  Pristoceuthophilus polluticornis ingår i släktet Pristoceuthophilus och familjen grottvårtbitare. Inga underarter finns listade i Catalogue of Life.